# عوارض جغرافیایی

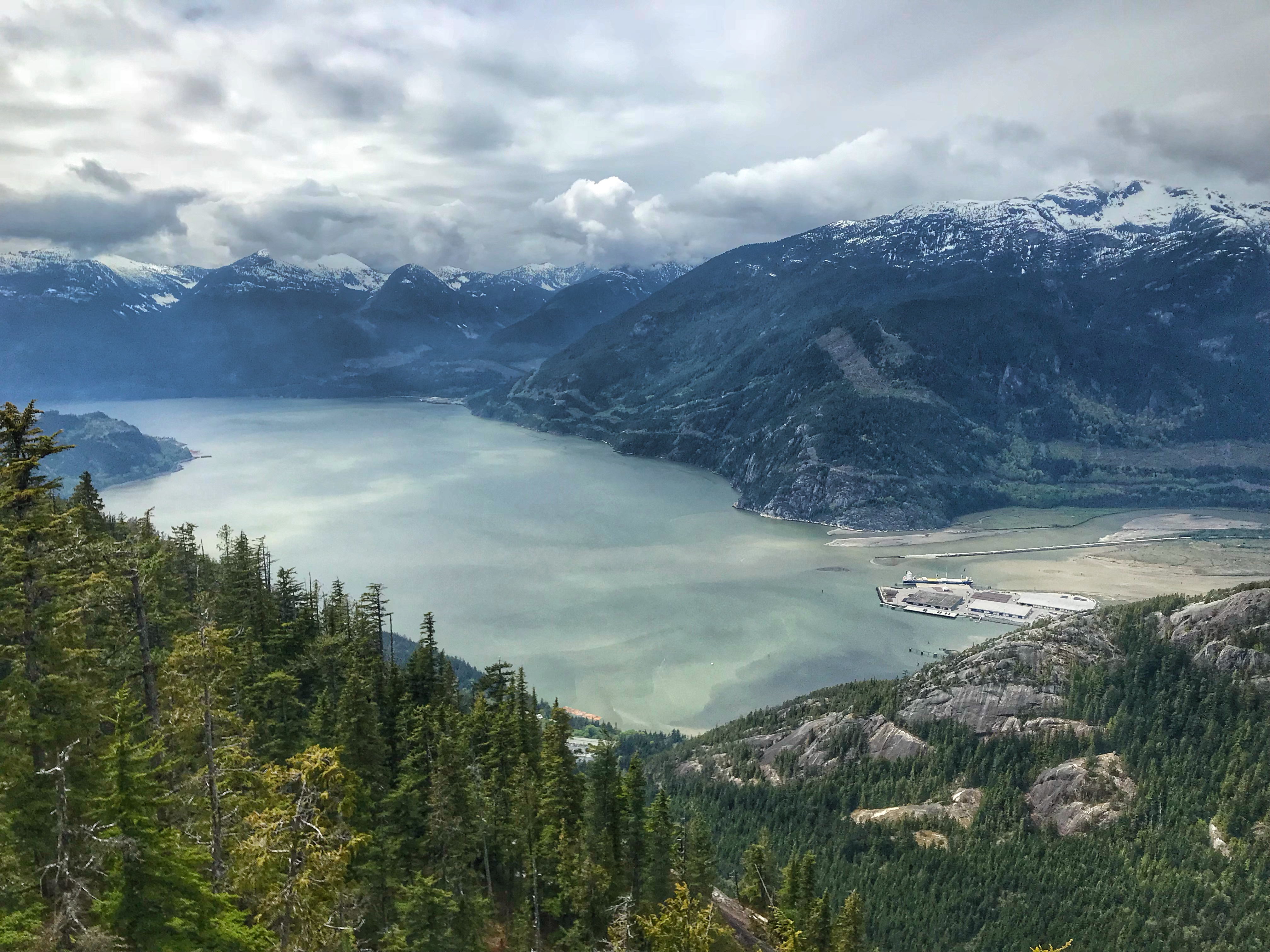
عوارض کوهستان، کوهپایه، دریاچه، دره، تپه و جنگل، همگی در یک زاویه دید

## ناهمواری‌ها
به همه برجستگی‌ها و فرورفتگی‌ها مانند دشت‌ها، دره‌ها، جلگه‌ها، تپه‌ها و پدیده‌های دیگری مثل آن‌ها که در روی زمین قرار گرفته‌اند، یا به عبارتی به همه پستی و بلندی‌هایی که درسطح زمین دیده می‌شوند ناهمواری می‌گویند.
ناهمواری‌های همواره به شکل ثابتی نیستند عوامل تغییر دهندهٔ چهرهٔ زمین، آرام آرام یا به سرعت شکل ناهمواری‌ها را تغییر می‌دهند بررسی ناهمواری‌ها به ما کمک می‌کند تا محیط طبیعی زندگی خود را بهتر بشناسیم و از آن بهتر و عاقلانه تر بهره ببریم.

### تغییر شکل ناهمواری‌ها

#### تغییر شکل در کوهستان‌ها
در نواحی کوهستان‌ها، عواملی چون یخچال‌ها، باد، باران، آب‌های جاری و تغییرات دما چهرهٔ کوهستان را دگرگون می‌کند. مواد پدیدآمده از تخریب کوهستان‌ها، به شکل تخته سنگها، قطعه سنگها، پاره سنگ‌ها، دانه‌های شن و ماسه به حرکت در می‌آیند این مواد به وسیله آب، باد یا فروریختن از بالا به پایین دامنه‌ها منتقل می‌شوند و در نقاط دیگری برجای می‌مانند

#### تغییر شکل دردشت
در نواحی ساحلی ناهمواری‌ها با سرعت بیشتری تغییر شکل می‌دهند در بسیاری از این نواحی، میزان بارندگی بیشتر از نواحی دور از دریاست. باران و آب‌های ناشی از آن شکل ناهمواری‌های ساحلی را تغییر می‌دهد هم چنین امواج دریا به ساحل برخورد کرده و ناهمواری‌های ساحلی را تخریب می‌کنند و مواد آن را با خود به دریا می‌برند باد نیز در ساحل ماسه‌ها را جابه‌جا می‌کند و شکل ناهمواری‌های ساحلی را تغییر می‌دهد در نواحی کرانه‌ای، طوفان‌های دریایی بسیار شدید رخ می‌دهد که ممکن است طی چند ساعت، ناهمواری‌ها را فرسوده کند و چهره جدیدی به ساحل بدهد.

#### تغییر شکل در بیابان‌ها
در بیابان‌ها تفاوت دما سبب وزش بادهای نسبتاً شدید می‌شود. این بادها، شن و ماسه‌های بیابان را جابه‌جا می‌کنند و آن‌ها را به صخره‌ها و سنگ‌ها می‌کوبد و مانند سمباده، سنگ‌ها و صخره‌ها را صیقل می‌دهند. باد ماسه‌های بیابان را به شکل انواع تپه‌های ماسه‌ای در جایی انباشته می‌کند و پیوسته با وزش خود، شکل تازه‌ای به آن‌ها می‌دهد هم چنین تفاوت دمای شب و روز در نواحی بیابانی زیاد است در بیابان‌ها، در طول شب به علت کمبود ابر در آسمان گرمای زمین به سرعت به آسمان منتقل شده و هوا سرد می‌شود اما در طول روز خورشید به بیابان می‌تابد و آن را بسیار گرم می‌کند این گرمی و سردی هوا در نواحی بیابانی پیوسته ادامه دارد و سبب تخریب سنگ‌ها بر اثر انبساط و انقباض می‌شود.

## خاک
خاک قشر نازکی است که درسطح زمین گسترده شده‌است و معمولاً کمتر از یک متر ضخامت دارد برا ی تشکیل یک سانتی‌متر خاک، بیش از هزار سال زمان لازم است.

## فرسایش
در عمل تخریب ناهمواری‌های سطح زمین (حمل مواد حاصل از آن) و در بر جای گذاشتن آن‌ها در مناطق دیگر، فرسایش نام دارد البته فرسایش تنها توسط آب انجام نمی‌شود و عواملی چون باد، امواج دریا و یخچال‌ها فرسایش ایجاد می‌کند و چهره زمین را تغییر می‌دهد

## رسوب گذاری
رودها مواد تشکیل دهنده سطح زمین را تخریب می‌کنند و آن‌ها را با خود حمل کرده و در نهایت به دریاها و اقیانوس‌ها می‌برند این مواد که به آن‌ها رسوب می‌گویند در دریا ته‌نشین می‌شوند به این عمل رسوب گذاری گفته می‌شود

## چین‌خوردگی
بر اثر برجای ماندن مواد رسوبی در دریاها، لایه‌های رسوب طی میلیون‌ها سال بر روی یکدیگر انباشته می‌شوند ممکن است حرکات زمین بعدها، آرام آرام لایه‌های رسوبی را خمیده کند و به طرف بالا حرکت دهد بعد از گذشت مدت زمان بسیار زیاد، لایه‌های رسوبی خمیر شده از دریاها سر درمی‌آورند و به شکل چین خوردگی‌ها در سطح زمین ظاهر می‌شوند چین خوردگی‌های هیمالیا، زاگرس و البرز به همین ترتیب به وجود آمده‌اند فشاری که به لایه‌های رسوبی وارد می‌شود ممکن است از جهات مختلفی باشد.
به خمیدگی یا چین خوردگی به سمت بالا تاقدیس و به خمیدگی یا چین خوردگی به سمت پایین ناودیس می‌گویند
چین خوردگی‌ها همواره به شکل اولیه خود نمی‌مانند باران و برف، باد، یخ و تغییر دما سبب تخریب آن‌ها می‌شود مواد حاصل از تخریب چین خوردگی‌ها (کوه‌ها) به دریاها و اقیانوس‌ها حمل و در آن جا ته‌نشین می‌شوند و این چرخه، ادامه پیدا می‌کند اما نه در مدتی کوتاه، بلکه طی میلیون‌ها سال، شناسایی شکل اولیهٔ چین خوردگی دشوار است.

## انواع چین‌خوردگی‌ها
الف- چین خوردگی مایل
ب-چین خوردگی خوابیده
الف- اگر فشار نیروهای درونی زمین قوی باشد یا اگر طبقات رسوبی نرمی کمتری داشته باشند چین‌ها در جهتی که به آن‌ها فشار وارد می‌شود خمیدگی پیدا می‌کنند این‌ها را چین‌های مایل می‌گویند
ب-هنگامی که فشار درونی زمین قوی باشد یا وقتی که چین‌ها به مانع برخورد کنند بر روی هم قرار می‌گیرند حتی می‌شکنند، این‌ها را چین‌های خوابیده می‌نامند

## گسل‌ها
گُسَل یا گسله شکستگی‌هایی در پوسته زمین هستند که در طول آن‌ها تغییر شکل‌های قابل توجهی ایجاد شده‌است بزرگترین گسل ایران گسل زاگرس می‌باشد.
در واقع حضور گسل در یک منطقه نشان می‌دهد که در یک زمان گذشته، در طول آن جابه‌جایی رخ داده‌است ای جابه‌جایی می‌توانسته یا به صورت جا به جایی آرام باشد که هیچ گونه لرزشی در زمیی ایجاد نمی‌کند یا اینکه به صورت ناگهانی اتفاق بیفتد که عامل ایجاد اغلب زمین‌لرزه‌ها می‌باشند در امتداد گسل‌های فعال، حین جابه جایی فرسایشی دو قطعه پوسته‌ای در کنار هم، شکسته و فشرده می‌شوند در سطح صفحات گسلی، سنگ‌ها بشدت صیقلی و شیاردار می‌شوند این سطوح صیقلی و شیاردار به زمین‌شناسان در شناخت جهت آخرین جابه جایی ایجاد شده در طول گسل کمک می‌کند

## انواع گسل‌ها
دسته‌بندی گسل‌ها فقط بر اساس هندسه و جهت جابه جایی نسبی ایجاد شده در آن‌ها صورت می‌پذیرد گسل‌های امتدادلغز و گسل‌های شیب‌لغز دو تقسیم‌بندی کلی گسل‌ها می‌باشند.
گسل‌های امتدادلغز:
گسل‌هایی که امتداد اصلی لغزش در امتداد راستای گسل باشد، گسل امتدادلغز نامیده می‌شوند.

## گسل‌های شیب‌لغز
گسل‌هایی که امتداد اصلی لغزش موازی جهت شیب گسل باشد گسل‌های شیب لغز نامیده می‌شوند

## آبرفت
آب رودها در مسیر خود بخشی از پوسته زمین را می‌شویند و در صورت سرعت بالای آب این مواد شسته شده همچنان با آب حمل می‌شوند تا به محلی برسند که شیب زمین کم باشد و در نتیجه مواد در شیب کم در همان محل باقی می‌مانند و ته‌نشین می‌شوند این مواد ته‌نشین شده در همان محل خاک حاصلخیزی را به وجود می‌آورد که به آن آبرُفت می‌گویند.

## باتلاق
باتلاق زمینی است که آب آن را فراگرفته‌است و گیاهانی از نوع نی در آن روئیده باشد باتلاق‌ها محل مناسب برا تخم‌گذاری حشرات هستند.

## جلگه
دشتی است که از یک طرف به کوه و از طرف دیگر به دریا ختم می‌شود.

## بیابان
بخش‌هایی از کره زمین به علت شرایط خاص آب و هوای دارای بارندگی کم است به این مناطق کم‌آب که گیاهان در آن بسیار کم می‌رویند و جانوران با شرایط سخت، خود را سازگار کرده‌اند بیابان می‌گویند البته گیاهان و محصولاتی که به آب فراوان نیاز دارند و می‌توانند در خاک گرم و خشک هم رشد کنند در این مناطق (بیابان) بدست می‌آیند مثل درخت خرما در مناطق جنوب کشور

## کویر
به بعضی قسمت‌های بیابان که برعکس دارای آب زیرزمین زیادی هستند اما به علت وجود نمک و املاح مختلف هیچ گیاهی در آن نمی‌روید، کویر می‌گویند خاک کویرها شور است و برای کشاورزی مفید نیست اما خاک بیابان غنی است و در صورت که آب کافی داشته باشد از آن محصول زیادی بدست می‌آید در این نواحی به دلیل بارندگی کم و نبودن رطوبت، گیاهان بسیار کم رشد می‌کنند و پوشش گیاهی این مناطق بیشتر به صورت بوته‌های خار دیده می‌شود در کویر با شرایط بسیار دشوار، کشاورزان می‌تواند به سختی و با حفر چاه در زمین‌های سخت و خشک کویر، آب را به سطح زمین برسانند و کشاورزی مختصری را به وجود آورند

## دره
به فرورفتگی‌های میان دو کوه، دره گفته می‌شود.

## فلات
فلات‌ها صخره‌های افقی هستند که معمولاً قسمت بالایی آن تا اندازه‌ای با قسمت پایین آن برابری می‌کند و پست تراز کوه‌ها هستند در واقع سرزمین‌های مسطح بلند هستند.

## جزیره
جزیره یا آبخست یا آبخوست یا آبخو، به خشکی که گرداگردش را آب فراگرفته باشد، گویند.

## کوه
زمین نسبتاً بلند است که در یک منطقه گسترده‌است و عموماً بلندتر و شیب دارتر از تپه است و ۲۴ درصد خشکی‌های زمین را شامل می‌شود. بیش از نیمی ازا آبی که انسان‌ها نیاز دارند از کوه ه بدست می‌آید به مناطق کوهستانی اصطلاحاً کوهستان و کوهسار می‌گویند

## رشته‌کوه
به زنجیره‌ای از کوه‌های به هم پیوسته رشته کوه می‌گویند
آب‌ها از نظر مقدار و حجم، ۲/۹۷ درصد از آب‌های موجود در سیاره زمین در اقیانوس‌ها و دریاها انباشته شده‌اند و فقط ۸/۲درصد از آب‌ها به شکل رودها، یخچالها، دریاچه‌ها و آب موجود در اتمسفر و خاک‌ها و آب‌های زیرزمینی می‌باشد آب‌ها شامل دو دسته آب‌های شور و شیرین هستند آب شیرین یعنی آبی که میزان نمک‌های آن بسیار کم باشد آب‌های اقیانوس‌ها و دریاها شور هستند اب شیرین شامل: رودها، دریاچه‌ها، آبهای زیرزمینی و…

## جویبار
بخشی از باران و برفهایی که بر روی سطح زمین می‌بارد و کوهستان‌ها را نیز شامل می‌شود بر روی سطح زمین جاری می‌شود و از جاری شدن آب بر روی زمین جویبارها به وجود آمده و حرکت می‌کنند

## رود
باران و برفی که بر روی کوهستان‌ها می‌بارد بر روی سطح زمین جاری می‌شود و به شکل جویبارهایی حرکت می‌کند از به هم پیوستن این جویبارها، رود به وجود می‌آید.
معمولاً در مناطقی که باران زیاد می‌بارد یا در کوهستان‌هایی که همیشه پوشیده از برف است رودها همیشه جریان دارند.

## رودخانه یا خانه رود
رودها با سرعتی که دارند زمین‌های زیر خود را می‌کنند و رودخانه یا خانهٔ رود را به وجود می‌آورند
رودها از بهم پیوستن جویبارها به وجود می‌آید ولی رودخانه با کمک رودها به وجود می‌آید

## آبشار
در قسمتی از مسیر رودخانه ممکن است به‌دلایلی سطح زمین اختلاف ارتفاع داشته باشد در این صورت آب رودها از بلندی به پایین می‌رسد که در این حالت به آن آبشار می‌گویند.

## دریاچه
بر روی سطح زمین مکان‌های فرورفته‌ای وجود دارد که به‌وسیله آب پر شده‌است، این چاله‌های پرآب که هم وسیع است و هم عمیق، دریاچه نامیده می‌شود مانند دریاچه ارومیه. دریاچه‌ها راه به جایی ندارند و پس از گذشت زمان طولانی ممکن است خشک شوند یا به باتلاق تبدیل شوند.

## دریا
دریاچه‌ها چاله‌های پرآب و بسته‌ای هستند که راه به جایی ندارند اما دریاها خود از چند دریاچه با وسعت و عمق زیاد به وجود می‌آید بدین معنا که آب‌های سطح زمین وقتی وسعت زیادی داشت باشد و با بقیه آب‌های سطحی پیوند پیدا کنند به این آب‌ها دریا می‌گویند

## اقیانوس
برخی از دریاها خود بخشی از آب گسترده‌تری هستند که به آن اقیانوس می‌گویند. ۷۰ درصد سطح کره زمین را اقیانوس‌ها می‌پوشانند.

## خلیج
خلیج در اثر پیشروی بخشی از آب دریاها و اقیانوس‌ها بر روی خشکی به وجود می‌آید خلیج‌ها معمولاً ژرفای کمی دارند اما دارای ذخیره‌ای زیرزمین باارزشی مانند نفت هستند.

## جزر و مد
در اثر گرانش ماه و خورشید و چرخش زمین به وجود می‌آید. نزدیک کرانه دریا سطوح آب می‌توانند تا ۲۴ متر بالا کشیده شوند
همچنین آب‌ها از نظر شکل به سه دسته مایع، گاز و جامد تقسیم می‌شوند مثل ابر و مه، باران، برف و شبنم

## ابر
توده‌ای متراکم از بخار است که در طبقات پایینی و میانی اتمسفر تشکیل می‌شوند عناصر تشکیل دهنده این توده بخار همان عناصر تشکیل دهند مایعات سطح سیاره می‌باشند در مورد سیاره زمین، ابرها از بخار آب تشکیل شده‌اند

## مِه
مجموعه‌ای از قطرات خیلی ریز آب با تکیه‌های کوچک یخ است. از نظر کلی ابر و مه تفاوت چندانی ندارند فقط مه در قسمت پایین و ابر در نواحی بالای جو تشکیل می‌شود

## باران
ابرها از میلیون‌ها قطره ریز آب تشکیل می‌گردند وقتی که هوای مرطوب بالا می‌رود یا زمانی که هوای گرم و سرد به هم برخورد می‌کنند ابرها به وجود می‌آیند به این ترتیب گازی به اسم بخار آب در هوا سرد می‌شود و دوباره مایع می‌گردد و به زمین فرو می‌ریزد

## شبنم و شبنم یخ‌زده
شبنم (ژاله) در شب‌های صاف و آرام زمانی که بخار آب موجود در هوا سرد شده و به ریز قطره‌ها بدل می‌گردد تشکیل می‌شود آن را صبح هنگام به شکل قطرات آب روی گیاهان و تارهای عنکبوت می‌توان دید. وقتی که دما، زیر صفر درجه سانتیگراد می‌رسد شبنم یخ می‌زند شبنم یخ‌بسته را بشم (بشمه) نام نهاده‌اند.

## رنگین‌کمان
پدیده‌ای دیداری است که در آن نور خورشید در برخورد با قطره‌های آب موجود در جو به طیفی از نورها شکسته شده و ما آن را در آسمان به شکل کمانی مرکب از رنگ‌های قرمز، نارنجی، زرد، سبز، آبی، نیلی و بنفش می‌بینیم. ستاره‌شناس ایرانی قطب‌الدین شیرازی با شاگردش کمال الدین محمد فارسی نخستین کسی بودکه توضیح علمی درستی از چگونگی تشکیل رنگین‌کمان به‌دست داد.

## برف
برف یکی از گونه‌های بارش به شکل یخ بلورین است.
مخاطرات طبیعی: زمانی که رویدادهای طبیعی موجب زیان‌های مالی و جانی به انسان‌های ساکن در آن محل شود این رخدادهای طبیعی را به عنوان خطر طبیعی می‌شناسیم و به آن مخاطرات طبیعی می‌گوییم که شامل: زمین‌لرزه، آتشفشان، سیل، بهمن، برف، خشکسالی، طوفان، تگرگ و…

## آتشفشان
یک ساختمان زمین‌شناسی است که به وسیله آن مواد آتشفشانی (به صورت آب، گاز، قطعات جامد یا هر سه) از درون زمین به سطح آن راه می‌یابند انباشتگی این مواد در محل خروج، برجستگی‌هایی به نام کوه آتشفشان ایجاد می‌نماید آتشفشان‌ها پدیده‌های جهانی هستند در سایر کرات منظومه خورشیدی به ویژه سیاره‌های همانند با زمین یک پدیده عادی به‌شمار می‌آید و آتشفشان‌ها بی شک در کیهان نیز رخ می‌دهد پوشش سطحی ماه اغلب با سنگ‌های آتشفشانی پوشیده شده‌است و بارزترین بلندی‌های بهرام (مریخ) توسط آتشفشان‌ها ساخته شده‌اند.

## زمین‌لرزه
پوسته قاره‌ها یکپارچه نیستند و در بخش‌های مختلف دارای شکستگی هستند که محل این شکستگی‌ها را گسل می‌نامند زلزله زمانی اتفاق می‌افتد که سنگ‌های ناحیه‌ای از پوسته زمین مقاومت خود را دربرابر نیروهایی که از درون زمین به آن‌ها وارد می‌آید از دست می‌دهند و به‌طور ناگهانی می‌شکنند از طرف دیگر تجزیه مود پرتوزا مانند اورانیوم در داخل زمین سبب تجمع انرژی در زمین می‌شود که گاهی در محل تماس دو پوسته یا گسلها، انرژی جمع شده امکان آزاد شدن می‌یابد دراثر این واقعه پوسته زمین به صورت موجی شکل بالا و پایین می‌رود هر چه سرعت و شدت این امواج بیشتر باشد خرابی ویرانی ناشی از ان نیز بیشتر خواهد بود عمق این انفجار زیرزمین نیز به میزان ویرانی حاصله تأثیر می‌گذارد یعنی هر چه ژرفای کانونی زمین‌لرزه کمتر باشد شدت ویرانی بیشتر می‌شود و هرچه از مرکز زمین‌لرزه دورتر شویم از نیروی ویرانگری آن کاسته می‌شود همه زلزله‌ها خطرناک نیستند و برخی از آن‌ها اصلاً احساس نمی‌شوند بلکه فقط دستگاه‌های حساس آن‌ها را ثبت می‌کنند برای اندازه‌گیری میزان آسیب زمین‌لرزه (شدت) و همچنین مقدار انرژی‌ای که زمین‌لرزه آزاد می‌کند (بزرگی) از دو مقیاس استفاده می‌شود که به نام ریشتر و مرکالی معروف است.
آنچه که در اغلب زمین‌لرزه‌ها سبب خسارت می‌شود و تلفات انسانی را بیشتر می‌کند تنها ویرانی ناشی از خود زلزله نیست بلک مشکلاتی است که پس از وقوع زلزله رخ می‌دهد مانند آتش‌سوزیها، انفجار لوله‌های گاز، لغزش‌های زمین، پس‌لرزه‌ها، اتصال کابل‌های برق و… گاهی تلفات بیشتری به بار می‌آورد

## سیلاب
گاهی بر اثر بارندگی زیاد یا گرم شدن ناگهانی هوا و ذوب سریع برف‌ها روی قله‌ها مقدار آب رودخانه‌ها بسیار افزایش می‌یابد به طوری که آب از رودخانه بیرون می‌ریزد و در اطراف جاری می‌شود و به شکل سیلاب به کشتزارها و خانه‌های روستائیان آسیب می‌رساند یا به عبارتی جریان بسیار شدید آب است که در بیرون از بستر اصلی رودخانه به جریان در می‌آید و به دلیل نیرویی که دارد هرآنچه را که بر سر راه دارد با خود می‌برد بنابرین وقتی سیل جاری می‌شود گل و لای آن همه چیز را مدفون می‌کند و هرچه در سر راه دارد ویران می‌سازد حفظ و کاشت گیاهان در مسیری سیلابی از مهم‌ترین راه‌های جلوگیری از وقوع سیلاب است.

## خشک‌سالی
کمبود ریزش‌های جوی مورد انتظار در یکسال نسبت به میزان متوسط بارندگی و افزایش میزان خشکی در یک منطقه را خشکسالی می‌گویند

## بهمن
بهمن سقوط ناگهانی مواد از روی دامنه‌ها به سمت پایین است و ممکن است این مواد برف یا قطعات سنگ یا آمیزه‌ای از هر دو باشد در تمام مناطق کوهستانی به‌ویژه مناطقی که شیب دامنه‌ها زیاد باشد و همچنین دامنه‌هایی که فاقد پوشش گیاهی باشند، احتمال سقوط بهمن وجود دارد بهمن همچنین بر اثر نیروی گرانش زمین، وزن مواد روی دامنه ایجاد می‌شود.

## تگرگ
گونه‌ای بارش است قطره‌های یخ بسته باران است که از آسمان فرو می‌ریزد در اثر تغییرات ناگهانی هوا بر زمین می‌ریزد و بیشتر در بهار موجب زیان سردرختی‌ها و دیگر محصولات کشاورزی می‌گردد و در شمار آفات آسمانی است علت ایجاد تگرگ صعود سریع هوای نمناک به لایه‌های بالاتر و سرد جو و انجماد ذرات بخار آب است قطر تگرگ‌ها در حدود ۵ تا ۵۰ میلی‌متر است و بیشتر از ابرهایی که با رعد و برق همراه باشد می‌بارد تگرگ از یک هسته مرکزی سفید رنگ تشکیل شده که رشته‌های سفید زیادی دور آن را فرا گرفته‌است این رشته‌ها نیز با پوسته نازکی از یخ احاطه شده‌اند

## تندر
آذرخش (صاعقه) یک جرقه بسیار بزرگ الکتریک است که در هوای طوفانی از ابری به ابر دیگر یا به زمین برق می‌زند. هنگامی که هوا به وسیله جرقه آذرخش حرارت می‌یابد خیلی سریع منبسط می‌شود و صدایی موسوم به تندر ایجاد می‌کند. از آنجا که سرعت نور بسیاربیشتر از آوا است، بنابراین همیشه پیش از شنیدن رعد، آذرخش را می‌بینیم.